# Puchar Amílcar Cabral
Puchar Amílcar Cabral – turniej piłkarski dla krajów zachodniej Afryki, początkowo coroczny, następnie rozgrywany najczęściej co dwa lata. Pierwsza edycja odbyła się w 1979 roku, ostatnia – w 2007.

## 1979
Gospodarzem pierwszego turnieju była Gwinea Bissau. Puchar po raz pierwszy wznieśli do góry piłkarze z Senegalu, po zwycięstwie 1-0 nad drużyną z Mali. Na trzecim miejscu uplasowała się Gwinea, która pokonała gospodarzy 5-4 w rzutach karnych.